# 圣西里斯
圣西里斯（法語：Saint-Cirice，法語發音：[sɛ̃ siʁis]）是法国奧克西塔尼大區塔恩-加龙省的一个市镇，属于卡斯泰尔萨拉桑区。

## 地理
圣西里斯（44°3'2"N, 0°50'54"E）面积8.92 平方千米，位于法国奧克西塔尼大區塔恩-加龙省，该省份为法国西南部内陆省份，北起顺时针与洛特省、阿韦龙省、塔恩省、上加龙省、热尔省和洛特-加龙省接壤。
与圣西里斯接壤的市镇（或旧市镇、城区）包括：圣安托万、欧维拉尔、栋扎克、圣卢、锡斯泰勒。

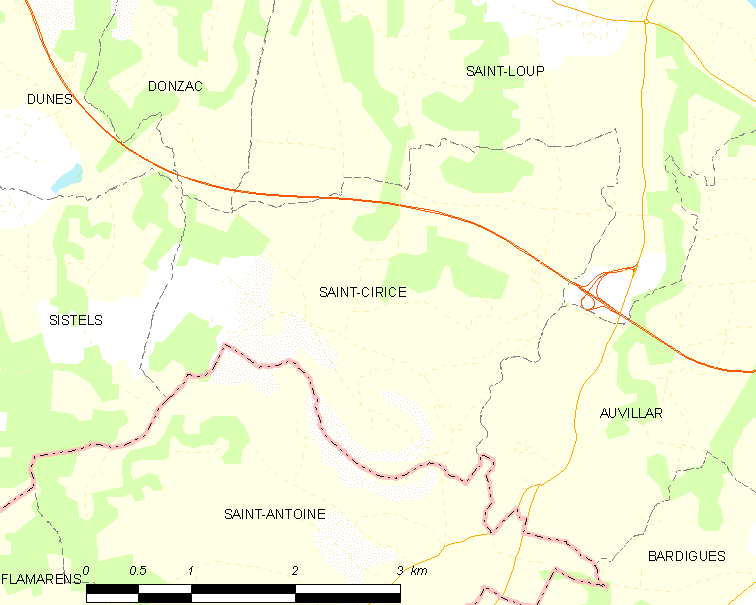
圣西里斯的OSM定位图

圣西里斯的时区为UTC+01:00、UTC+02:00（夏令时）。

## 行政
圣西里斯的邮政编码为82340，INSEE市镇编码为82158。

## 政治
圣西里斯所属的省级选区为加龙-洛马涅-布吕尤瓦县。

## 人口

1962-2008年间圣西里斯人口变化图示

圣西里斯于2022年1月1日时的人口数量为148人。